# Сітара (Айті)

Шіта́ра (яп. 設楽町, したらちょう, МФА: [ɕi̥taɾa t͡ɕoː]?) — містечко в Японії, в повіті Кіта-Сітара префектури Айті. Розташоване в північно-східній частині префектури. Отримало статус містечка 1956 року. Площа становить 273,96 км². Станом на 1 серпня 2011 року населення складало 5638  осіб, густота населення — 20,6 осіб/км².   